# イモータリティ
「イモータリティ」（英: Immortality=不滅）は、セリーヌ・ディオンのアルバム『レッツ・トーク・アバウト・ラヴ』からのシングル。アメリカを除く地域で1998年6月8日に発売された。ビージーズはバックボーカルとして参加している。

## 概要
この曲はビージーズのメンバーバリー・ギブ、ロビン・ギブ、モーリス・ギブがセリーヌ・ディオンのために書下ろし、ウォルター・アファナシエフがプロデュースした。ビージーズのみが歌唱するバージョンは後に発売された彼らのベストアルバムに収録されている。
ミュージック・ビデオは2本制作されている。1本目はセリーヌ・ディオンとビージーズのレコーディング風景を撮影したもので、スコット・フロイド・ロックマスの監督によって1997年に制作された。このビデオはディオンのライブアルバムの映像版『オ・クール・デュ・スタード〜スタジアム・ライヴ〜』に特典映像として収録されている。2本目はランディ・セント・ニコラスの監督によって撮影され1998年7月下旬に公開された。
ランキングチャートにおいてはオーストリアとドイツでそれぞれ2位、ヨーロッパ総合で4位、イギリスで5位、スイスで8位を記録した。また、ブラジルでは複数のクカ・ミックスと呼ばれるリミックス版の方が人気となった。
ドイツでは50万枚以上を売り上げプラチナに、スウェーデンでは1万5000枚を売り上げゴールドに、フランスでは12万5000枚、イギリスでは20万枚を売り上げそれぞれシルバーに認定された。
ライブバージョンは1998年11月3日に発売されたビージーズのCD及びDVD『ワン・ナイト・オンリー』に収録され、セリーヌ・ディオンもLet's Talk About Love Tourでこの曲を公演している。
この曲はディオンのベストアルバム『ザ・ベリー・ベスト』と『マイ・ラヴ:エッセンシャル・コレクション』のアメリカ以外の販売分にそれぞれ収録された。
2001年にはダニー・オズモンドが自身の2001年のアルバム『ディス・イズ・ザ・モーメント』内でカバーしている。

## 収録曲
ヨーロッパ版CDシングル
1. 「イモータリティ」 – 4:11
2. 「マイ・ハート・ウィル・ゴー・オン」 – 4:40

日本版CDシングル
1. 「イモータリティ」 – 4:11
2. 「ホエア・イズ・ザ・ラヴ」 – 4:55

イギリス版カセットシングル
1. 「イモータリティ」 – 4:11
2. 「マイ・ハート・ウィル・ゴー・オン」（ソウル・ソリューション・ミックス） – 4:18

オーストラリア版CDマキシシングル
1. 「イモータリティ」 – 4:11
2. 「トゥ・ラヴ・ユー・モア」 – 5:28
3. 「マイ・ハート・ウィル・ゴー・オン」（リッチー・ジョーンズ・ミックス） – 4:15
4. 「マイ・ハート・ウィル・ゴー・オン」（トニー・モラン・ミックス） – 4:21

ヨーロッパ版CDマキシシングル
1. 「イモータリティ」 4:11
2. 「マイ・ハート・ウィル・ゴー・オン」 – 4:40
3. 「マイ・ハート・ウィル・ゴー・オン」（トニー・モランズ・アンセム・ボーカル） – 9:11
4. 「マイ・ハート・ウィル・ゴー・オン」（ソウル・ソリューション・パーキャッペラ） – 4:16

イギリス版CDマキシシングル
1. 「イモータリティ」 – 4:11
2. 「トゥ・ラヴ・ユー・モア」 – 5:28
3. 「（ユー・メイク・ミー・フィール・ライク）ア・ナチュラル・ウーマン」 – 3:40

イギリス版CDマキシシングル #2
1. 「イモータリティ」 – 4:11
2. 「マイ・ハート・ウィル・ゴー・オン」（トニー・モラン・ミックス） – 4:21
3. 「マイ・ハート・ウィル・ゴー・オン」（リッチー・ジョーンズ・ミックス） – 4:15

## 公式編曲版
1. 「イモータリティ」（クカ・クールDJミックス） – 4:27
2. 「イモータリティ」（クカ・クール・リミックス） – 4:26
3. 「イモータリティ」（クカ・ポップ・リミックス） – 4:27
4. 「イモータリティ」（クカ・クラブ・リミックス） – 7:06
5. 「イモータリティ」（クカ・クール・ミックス） – 6:13
6. 「イモータリティ」（アルバム・バージョン） – 4:11

## チャートと認定
| チャート（1998年）                            | 最高位 |
| --------------------------------------------- | ------ |
| オーストラリア・シングルチャート              | 38     |
| オーストリア・シングルチャート                | 2      |
| ベルギー フランデレン地域圏・シングルチャート | 48     |
| ベルギー ワロン地域圏・シングルチャート       | 15     |
| カナダBDSアダルト・コンテンポラリー・チャート | 10     |
| カナダRPMトップ・シングル                     | 28     |
| カナダRPMアダルト・コンテンポラリー           | 1      |
| オランダ・シングルチャート                    | 28     |
| ヨーロッパ・シングルチャート                  | 4      |
| フランス・シングルチャート                    | 15     |
| ドイツ・シングルチャート                      | 2      |
| アイルランド・シングルチャート                | 11     |
| スウェーデン・シングルチャート                | 12     |
| スイス・シングルチャート                      | 8      |
| 全英シングルチャート                          | 5      |

| 国/地域                                             | 認定     | 認定/売上数 |
| --------------------------------------------------- | -------- | ----------- |
| フランス (SNEP)                                     | Silver   | 125,000*    |
| ドイツ (BVMI)                                       | Platinum | 500,000^    |
| スウェーデン (GLF)                                  | Gold     | 15,000^     |
| イギリス (BPI)                                      | Silver   | 200,000^    |
| * 認定のみに基づく売上数 ^ 認定のみに基づく出荷枚数 |          |             |